# Ocland, Harghita
Ocland (în maghiară Oklánd) este satul de reședință al comunei cu același nume din județul Harghita, Transilvania, România.

## Etimologie
Originea numelui localități nu poate fi determinată cu certitudine, existând mai multe ipoteze, provenind de la:
- cuvântul săsesc-german „hochland” - ținut înalt, localitatea fiind considerată de germanici ca un punct de supraveghere a minelor de sare;
- cuvântul germanic pentru „ok” - stejar, referindu-se la existența pădurilor de stejar din preajma satului;
- variantă veche a numelui personal Ágnes (Aglonth).

În Republica Moldova există o localitate cu nume asemănător - Oclanda, în raionul Soroca, cu etimologie, la fel, incertă.

## Așezare
Localitatea este situată în partea de sud a județului Harghita, pe valea Homorodului Mic, la poalele sud-vestice ale Munților Harghitei, în Depresiunea Homoroadelor, pe drumul județean 131, Sânpaul - Ocland - Vârghiș.

## Scurt istoric
Săpăturile arheologice făcute pe teritoriul satului de-a lungul timpului, au adus dovezi materiale ale unei locuiri încă din cele mai vechi timpuri astfel, în anul 1895, în locul numit "Dealul Pietros", s-au descoperit 19 tumuli aparținând culturii Jigodin. De pe teritoriul satului provine și un topor de piatră de la începutul epocii bronzlui. 
În partea estică a satului, în apropiere de "Pădurea Riko", se află cetatea Kustály, formată dintr-un donjon central patrulater înconjurat de ziduri de piatră și mortar, datată în epoca medievală. În locul numit "Vârful Hășmașului" s-a identificat un bugus fortificat, cu șanț de apărare cu val de pământ și polisadă, în interior aflându-se umele unei bărăci din lemn. Materialele descoperite constă în ceramică romană și fragmente de vase de factură dacică.
Prima atestare documentară a satului datează din anul 1546 sub denumirea de Akland, iar în anul 1550 ca Ocland.
Din anul 1876 satul Ocland a fost centru de plasă în comitatul Odorhei din Regatul Ungariei, apoi, din anul 1920, centru de plasă în județul Odorhei din Regatul României.
Din 1950 până în 1952 a făcut parte din Regiunea Stalin, iar din 1952 până în 1968 din Regiunea Autonomă Maghiară. Din 1968 până în prezent aparține de județul Harghita.

## Economie
Economia localității este bazată pe activități în domeniul: agriculturii (prin cultivarea terenurilor), exploatării fânețelor, creșterii animalelor, prelucrării primare a lemnului, comerțului cu produse agricole și agroturismului.

## Atracții turistice
- Biserica unitariană din Ocland, secolul al XVI-lea
- Castelul Kustály
- Castrul roman (Cetatea Hagymásvár)
- Poiana narciselor

## Localități înfrățite
- Csanádalberti, Ungaria
- Cserépfalu, Ungaria
- Karácsond, Ungaria